# Hugo Marques
Hugo Miguel Barreto Henriques Marques, noto semplicemente come Hugo Marques (Fão, 15 gennaio 1986), è un calciatore angolano, portiere del Petro Atlético.

## Carriera

### Nazionale
Ha esordito con la nazionale angolana nel 2011; nel 2012 ha partecipato alla Coppa d'Africa.

## Palmarès

### Club

#### Competizioni nazionali
- Girabola: 1

Kabuscorp: 2013
- Supercoppa d'Angola: 1

Kabuscorp: 2014